# مولن‌وارد
مولن‌وارد (به هلندی: Molenwaard) یک شهرستان در هلند است که در هلند جنوبی واقع شده‌است. مولن‌وارد −۱ متر بالاتر از سطح دریا واقع شده‌است.